# 野性に還ろう。
野性に還ろう。（やせいにかえろう）はラブエフエム国際放送（LOVE FM）で放送されていたラジオ番組である。

## 概要
写真家として活躍するヨシダナギの初冠番組である。ヨシダの生き方や悩み相談などを通じ「好きという感情は、自分を動かす原動力となる」「自分と向き合いありのまま行動すると、いつの間にか苦手なことすらも超越できる」というメッセージを伝えていく番組となっている。
番組では「好きが高じて○○してしまった」「ありのまますぎて○○をやってしまった」といった"等身大エピソード"をリスナーから募集しており、採用されると番組のノベルティグッズが贈られる。

## 放送・配信時間
いずれもJST。
ラジオ
- 毎週木曜日 19:30 - 20:00 (2018年10月4日 - 2019年9月26日)
- 毎週水曜日 23:00 - 23:30 (2019年10月2日 - 2019年12月25日)

インターネット配信
- AbemaRADIO 土曜日 12:30 - 13:00 (2018年10月6日 - )

このほか、本放送終了後にはポッドキャストにてアーカイブの配信もおこなっている。

## ナビゲーター
- ヨシダナギ
- キミノマサノリ
- DJ デビ